# 多倫巴赫河
47°32′38″N 7°34′40″E / 47.54388°N 7.57785°E

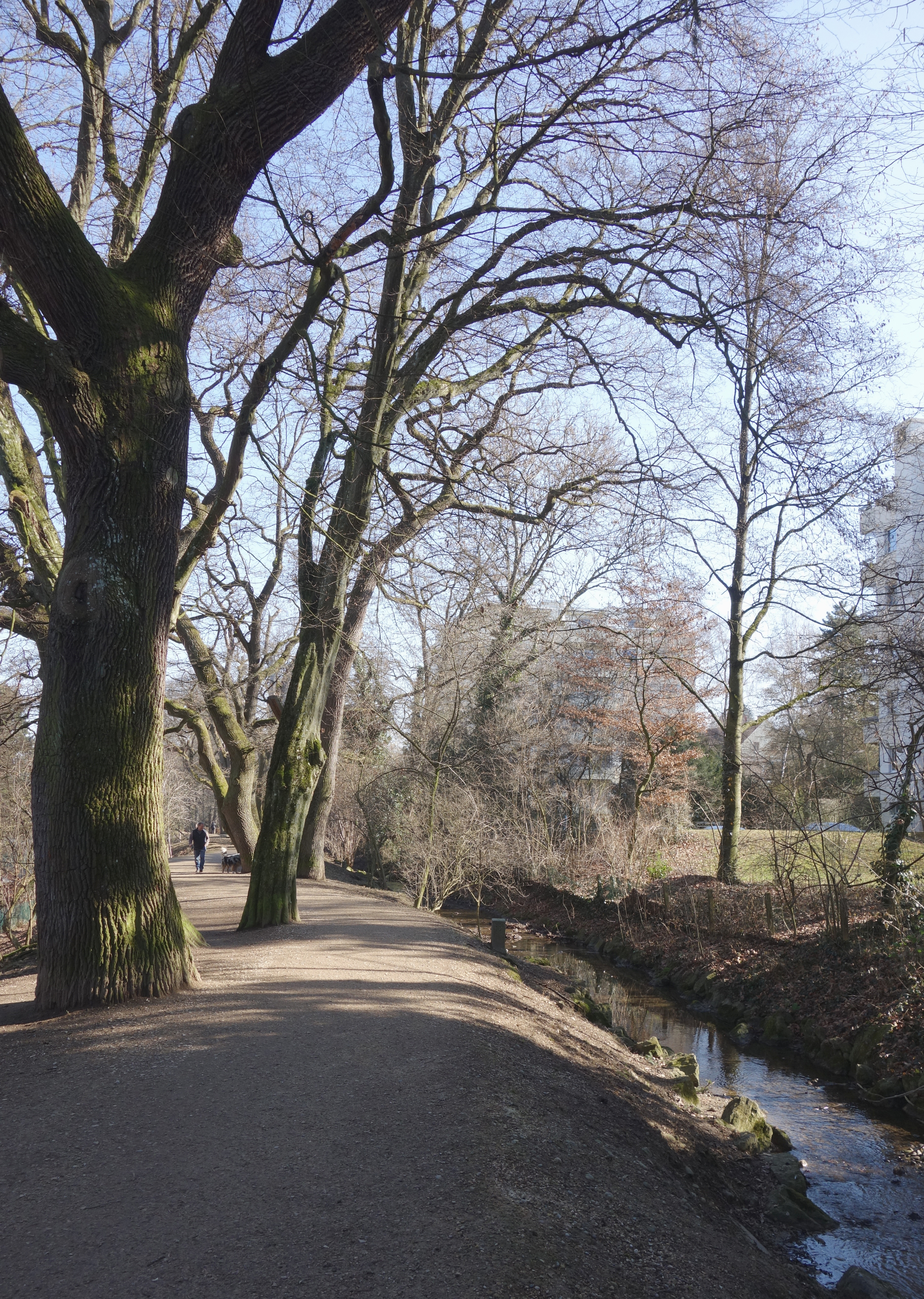

多倫巴赫河是瑞士的河流，位於該國西北部，流經巴塞爾鄉村州，屬於比爾西希河的支流，河道全長3.6公里，流域面積7.5平方公里，河口處在賓寧根附近。